# Chimarra pondoensis
Chimarra pondoensis là một loài Trichoptera trong họ Philopotamidae. Chúng phân bố ở vùng nhiệt đới châu Phi.